# Rabo de Peixe
Rabo de Peixe è una freguesias della regione autonoma delle Azzorre, fa parte amministrativamente del comune di Ribeira Grande, nell'isola di São Miguel.
La frequesia ha avuto dell'impatto culturale per via di un fatto storico del 2001 e di una serie televisiva, Neve alle Azzorre, sulla diffusione della cocaina grazie ad una tempesta nell'isola, che venne danneggiata una nave.